# Гантерсвілл
Ґантерсвілл (англ. Guntersville) — місто (англ. city) в США, в окрузі Маршалл штату Алабама. Населення — 8553 особи (2020). Назване на честь Джона Ґантера, білого поселенця валлійського походження.

## Географія
Ґантерсвілл розташований за координатами 34°22′8″ пн. ш. 86°15′8″ зх. д. / 34.36889° пн. ш. 86.25222° зх. д. (34.368849, -86.252323).  За даними Бюро перепису населення США в 2010 році місто мало площу 109,88 км², з яких 65,77 км² — суходіл та 44,11 км² — водойми.

## Демографія
Згідно з переписом 2010 року, у місті мешкало 8197 осіб у 3388 домогосподарствах у складі 2167 родин. Густота населення становила 75 осіб/км².  Було 3872 помешкання (35/км²).
Расовий склад населення:
| - 85,8 % — білих - 7,8 % — чорних або афроамериканців - 1,5 % — азіатів - 0,5 % — корінних американців - 2,5 % — осіб інших рас |

До двох чи більше рас належало 1,9 %. Частка іспаномовних становила 3,8 % від усіх жителів.
За віковим діапазоном населення розподілялося таким чином: 21,0 % — особи молодші 18 років, 58,8 % — особи у віці 18—64 років, 20,2 % — особи у віці 65 років та старші. Медіана віку мешканця становила 43,9 року. На 100 осіб жіночої статі у місті припадало 92,5 чоловіків;  на 100 жінок у віці від 18 років та старших — 88,7 чоловіків також старших 18 років.
Середній дохід на одне домашнє господарство  становив 61 746 доларів США (медіана — 39 756), а середній дохід на одну сім'ю — 73 769 доларів (медіана — 55 000). Медіана доходів становила 41 166 доларів для чоловіків та 31 280 доларів для жінок. За межею бідності перебувало 16,2 % осіб, у тому числі 25,4 % дітей у віці до 18 років та 7,6 % осіб у віці 65 років та старших.
Цивільне працевлаштоване населення становило 3213 особи. Основні галузі зайнятості: освіта, охорона здоров'я та соціальна допомога — 23,1 %, виробництво — 18,1 %, роздрібна торгівля — 12,7 %, науковці, спеціалісти, менеджери — 8,9 %.